# Lutherlinde bei Hermannrode
Die Lutherlinde bei Hermannrode wurde bereits in der Mitte der 1930er Jahre zu einem Naturdenkmal erklärt. Sie soll zu Ehren Martin Luthers (* 10. November 1483 in Eisleben; † 18. Februar 1546 ebenda) am 10. November 1883, zu seinem 400. Geburtstag in die Erde gesetzt worden sein und ist vermutlich einer von den vielen Bäumen, die vor allem in der zweiten Hälfte des 19. Jahrhunderts in zahlreichen deutschen Gegenden zur Erinnerung an Luther und die Reformation gepflanzt wurden.

## Lage
Die Linde steht in der Flur An der Lohhecke, rund 500 m südwestlich von Hermannrode, einem Ortsteil der Gemeinde Neu-Eichenberg im nordhessischen Werra-Meißner-Kreis, an der Kreisstraße zum Schloss Berlepsch. Ihr Wuchsort ist nahe der Landesgrenze zu Niedersachsen, das hier mit einem schmalen Zipfel weit nach Hessen hineinragt. Nach der naturräumlichen Gliederung Deutschlands, die auf der Geografischen Landesaufnahme des Instituts für Landeskunde Bad Godesberg basiert, liegt das Gebiet um die Lutherlinde im Grenzbereich zwischen den Dransfelder Hochflächen (371.15) des Südlichen Sollingvorlands (371.1) und dem Sandwald (358.9), der dem Unteren Werrabergland (358) zugeordnet wird.

## Kreuzstein

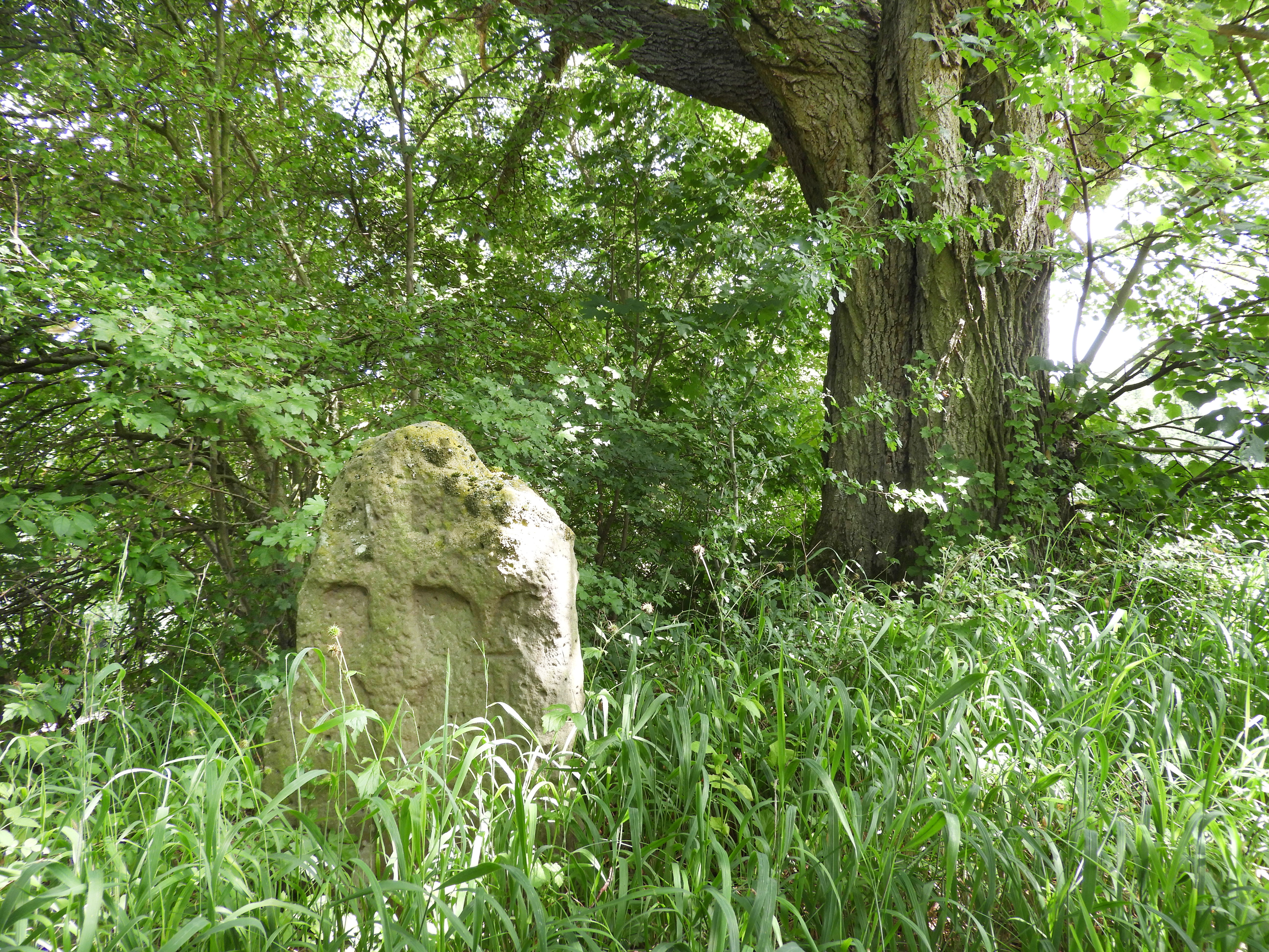
Kreuzstein am Fuß der Linde

Am Fuß des Baumes ist ein Kreuzstein aus Sandstein aufgestellt, der zu den schützenswerten Gedenk- und Sühnesteinen gehört, die auf Plätzen stehen, an denen sich tragische Unfälle oder Verbrechen ereigneten. Nach alter mündlicher Überlieferung soll hier ein Reiter begraben liegen. Der im oberen Bereich beschädigte Rechteckstein hat die Maße 95 cm × 60 cm × 15 cm (H × B × T) und trägt keine Beschriftung. Auf beiden Seiten ist ein gotisches Nasenkreuz erhaben dargestellt. Rechts und links davon ist eine Pflugreute abgebildet, ein Hilfsgerät, mit dem einst die Bauern anhaftende Erde und Pflanzen von der Pflugschar abstreiften.

## Schutz
In der Liste der Naturdenkmale des Werra-Meißner-Kreises hat die Linde die Nummer ND 636.080 und steht als „rechtsverbindlich festgesetzte Einzelschöpfung der Natur“ unter besonderem Schutz. Ihre Beseitigung und alle Handlungen, die zu einer Zerstörung, Beschädigung oder Veränderung führen können, sind verboten. Bereits am 1. August 1936 ist der Baum anlässlich der Neuregelung des Naturschutzes, durch das Naturschutzgesetz vom 26. Juni 1935, mit dem Namen „Lutherlinde“ unter der laufenden Nummer 59 in das Naturdenkmalbuch des Landkreises Witzenhausen eingetragen worden und erhielt mit dem Inkrafttreten der Verordnung zur Sicherung von Naturdenkmalen in den Stadt- und Landkreisen des Regierungsbezirks Kassel am 1. November 1936 den Schutz des Reichsnaturschutzgesetzes.
Der bei dem Baum stehende Kreuzstein wird als Relikt vergangener Zeiten aus volkskundlichen, religions- und landesgeschichtlichen Gründen als Flurdenkmal geschützt. In dem topographischen Handbuch von Heinrich Riebeling, Steinkreuze und Kreuzsteine in Hessen hat er die Katalognummer 4525.1. Wegen seiner geschichtlichen Bedeutung ist der Kreuzstein auch in das Denkmalverzeichnis des Landes Hessen eingetragen worden.